# Lightnin' (1930)
Lightnin' is een Amerikaanse filmkomedie uit 1930 onder regie van Henry King.

## Verhaal
Bill Jones is een klusjesman voor het Calivada Hotel, dat wordt geleid door zijn vrouw Mary. Speculanten in onroerend goed horen dat het hotel op een stuk grond staat, waar een spoorlijn zal worden aangelegd. De jonge advocaat John Marvin is verliefd op de dochter van Bill. Op diens aanraden weigert hij het hotel te verkopen aan de speculanten.

## Rolverdeling
| Acteur            | Personage        |
| ----------------- | ---------------- |
| Will Rogers       | Bill Jones       |
| Louise Dresser    | Mary Jones       |
| Joel McCrea       | John Marvin      |
| Helen Cohan       | Milly Jones      |
| Jason Robards sr. | Raymond Thomas   |
| Luke Cosgrave     | Zeb              |
| J.M. Kerrigan     | Lemuel Townsend  |
| Ruth Warren       | Margaret Davis   |
| Sharon Lynn       | Mevrouw Lower    |
| Joyce Compton     | Betty            |
| Rex Bell          | Larry            |
| Goodee Montgomery | Mevrouw Brooks   |
| Phil Tead         | Monte Winslow    |
| Walter Percival   | Everett Hammond  |
| Charlotte Walker  | Mevrouw Thatcher |